# Formação Sanga do Cabral
A Formação Sanga do Cabral é uma formação geológica localizada no estado do Rio Grande do Sul, Brasil. Sua datação é do período Triássico Inferior, com cerca de 240 milhões de anos e está localizada no Rio Grande do Sul.. Anteriormente denominada de Formação Rosário do Sul, a Formação Sanga do Cabral é constituída, predominantemente, por arenitos de origem eólica, sendo considerada cronocorrelata à Formação Pirambóia. A principal evidência para o estabelecimento dessa correlação é a presença de fósseis de alguns vertebrados no topo da Formação Sanga do Cabral. Entretanto, como não existe continuidade física entre as duas Formações na faixa de afloramento no Rio Grande do Sul, a cronocorrelação é uma hipótese bastante discutida.